# Talerzyk szkarłatny

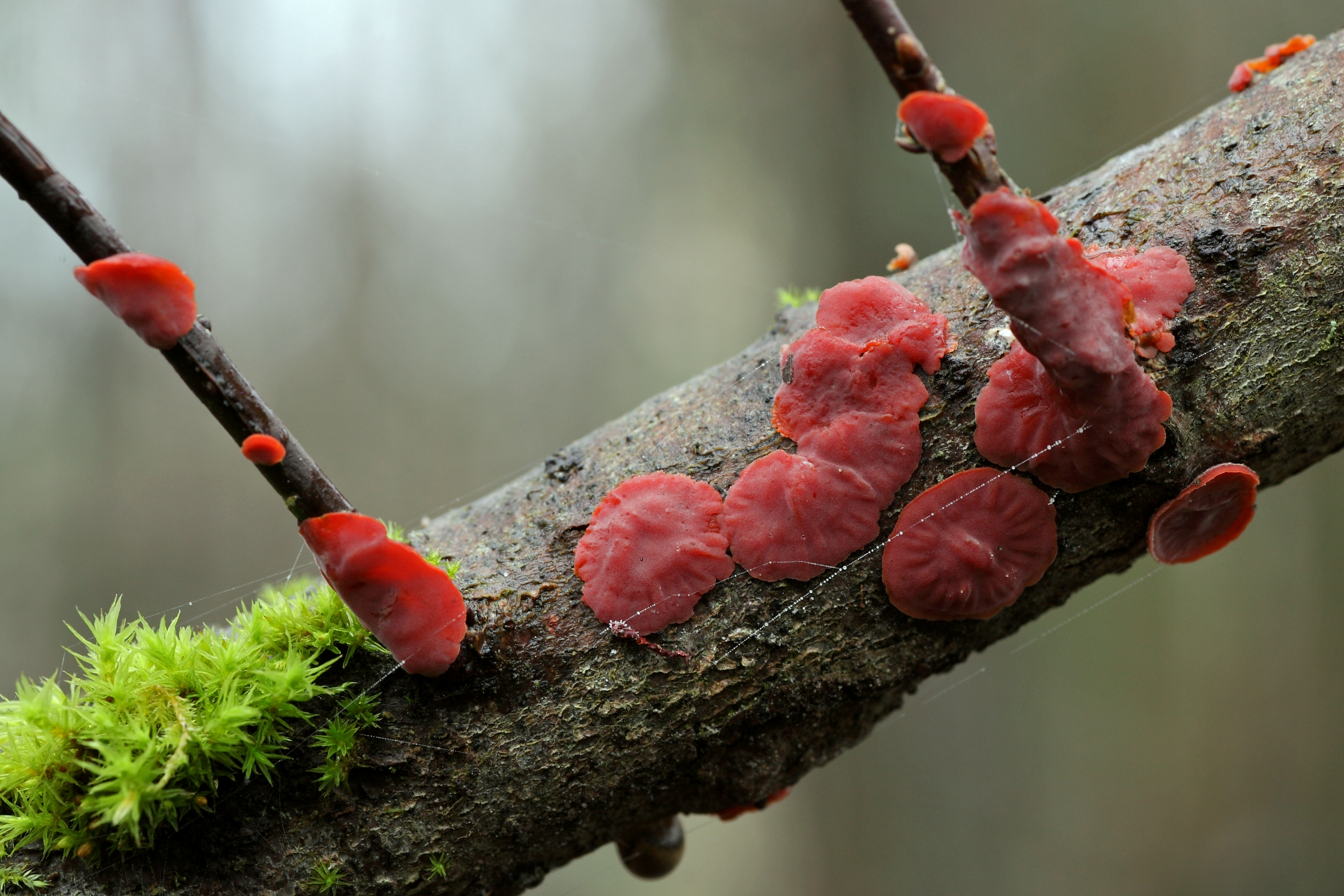

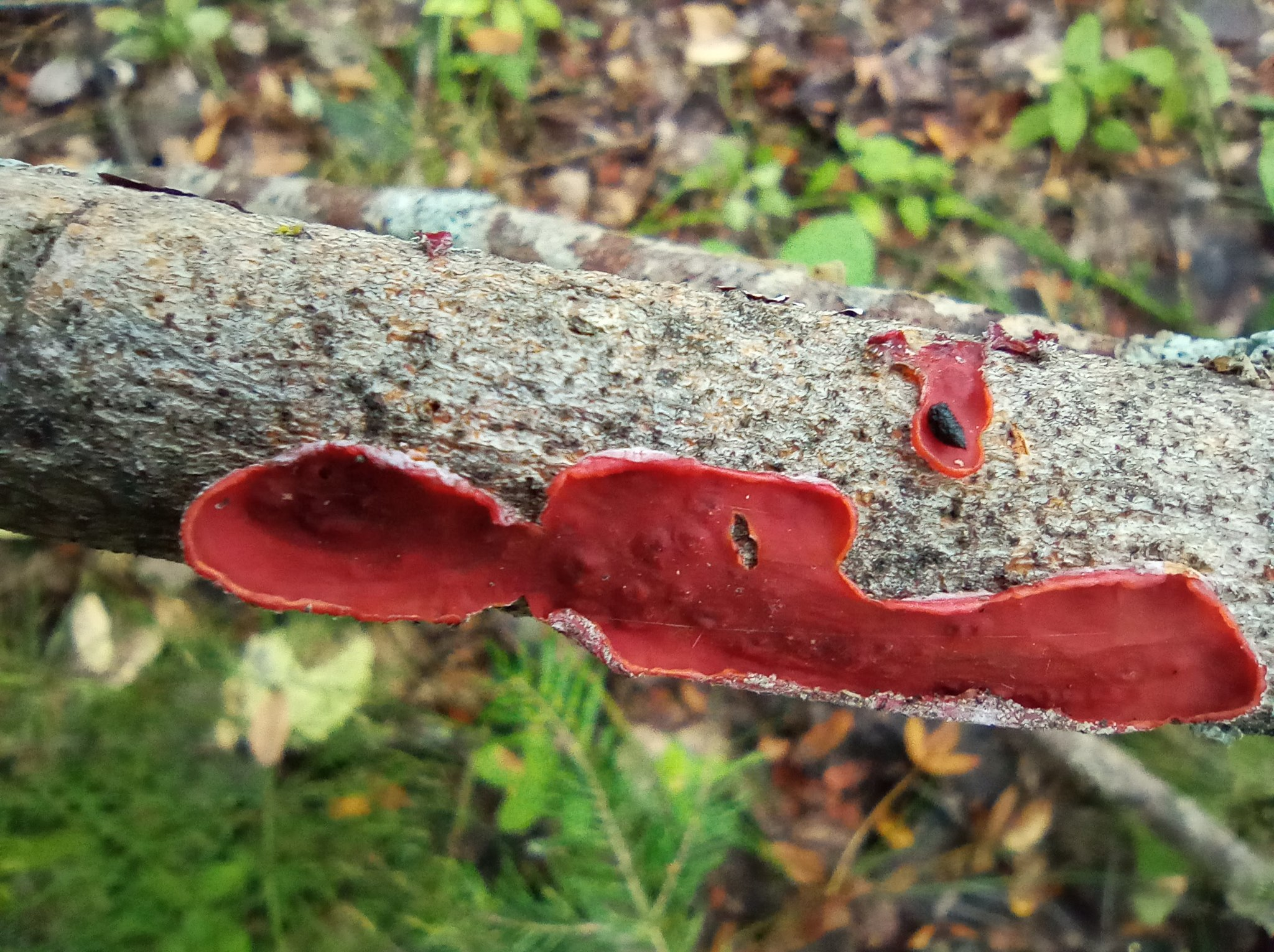

Talerzyk szkarłatny (Cytidia salicina (Fr.) Burt) – gatunek grzybów z rodziny Vuilleminiaceae.

## Systematyka i nazewnictwo
Pozycja w klasyfikacji według Index Fungorum: Vuilleminiaceae, Corticiales, Incertae sedis, Agaricomycetes, Agaricomycotina, Basidiomycota, Fungi.
Po raz pierwszy takson ten opisał w 1821 r. Elias Fries, nadając mu nazwę Thelephora salicina. Obecną, uznaną przez Index Fungorum nazwę nadał mu w 1924 r. Edward Angus Burt. Ma 8 synonimów.
Franciszek Błoński w 1896 r. nadał mu polską nazwę powłocznik szkarłatny (wówczas gatunek ten zaliczany był do rodzaju Corticium, czyli powłocznik), Władysław Wojewoda w 2003 r. zmienił ją na talerzyk szkarłatny.

## Morfologia
Owocniki
O średnicy 5–10 mm i grubości 0,5–0,8 mm, tarczowate lub kielichowate, koliste lub nieregularnie zaokrąglone do wydłużonych. Sąsiednie zlewają się z sobą, czasami tworząc płaty rozciągające się na długości kilkudziesięciu cm. Brzeg podwinięty. Hymenofor w stanie świeżym gładki, oprószony, matowy, brodawkowaty do grudkowatego, w stanie świeżym jaskrawoczerwony, pomarańczowo-czerwony do jasno winno-pomarańczowego, w stanie suchym matowy, winny.
Cechy mikroskopowe
System strzępkowy monomityczny. Strzępki generatywne ze sprzążkami na wszystkich przegrodach, rozproszone, cienkościenne do pogrubionych, często proste, o średnicy 2–4 µm, mocno zbite żelatynowaną substancją, w sulfowanilinie wybarwiające się na kolor niebieski do purpurowoniebieskiego. Podstawki silnie maczugowate, z 4 sterygmami, ze sprzążką bazalną, bardzo duże, 75–100 × 8–11 µm. Młode podstawki rozwijają się w warstwie dendrohyfidialnej i wyłaniają się po osiągnięciu dojrzałości. Zarodniki cylindryczne, prawie kiełbaskowate, gładkie, cienkościenne, z licznymi gutulami, szkliste, nieamyloidalne, niecyjanofilne, 12–18 × 4–5 µm. Cystyd brak. Dendrohyfidy liczne, tworzące gęstą warstwę, najlepiej widoczne za młodu, wydające się do pewnego stopnia rozpadać po osiągnięciu dojrzałości, w hymenium bardzo gęsto splątane i osadzone w żelatynizowanej matrycy, silnie rozgałęzione, sękate, z pogrubioną ścianą, brązowo bladożółtawe do brązowawych, w sulfowanilinie silnie barwiące się na niebiesko, o średnicy 2,5–3 µm.
Gatunki podobne
Gatunek ten charakteryzuje się zaokrąglonymi, jaskrawoczerwonymi, skórzasto-elastycznymi owocnikami i występowaniem głównie na wierzbach. Na wierzbach występują także kisielnica wierzbowa (Exidia recisa) i powłocznica cielista (Peniophora incarnata), które makroskopowo są podobne, ale różnią się cechami mikroskopijnymi. W stanie wilgotnym talerzyk szkarłatny jest dość charakterystyczny i trudny do pomylenia z innymi. W razie wątpliwości, po namoczeniu wodą szybko odzyskuje mięsistość i charakterystyczną barwę.

## Występowanie i siedlisko
Talerzyk szkarłatny jest szeroko rozprzestrzeniony w Ameryce Północnej, Europie i Azji. Najwięcej stanowisk podano w Europie. Na terenie Polski W. Wojewoda w 2003 r. przytoczył kilkanaście stanowisk. Bardziej aktualne i liczne stanowiska podaje internetowy atlas grzybów. Gatunek często jest niedostrzegany, szczególnie podczas suchej pogody, gdyż jego owocniki bardzo szybko wysychają i tracą swój charakterystyczny wygląd. Znajduje się na Czerwonej liście roślin i grzybów Polski. Ma status E– gatunek wymierający, którego przeżycie jest mało prawdopodobne, jeśli nadal będą działać czynniki zagrożenia.
Naziemny grzyb saprotroficzny występujący w lasach i zaroślach wierzbowych oraz w innych lasach na leżących na ziemi gałęziach wierzbowych. Owocniki tworzy od sierpnia do listopada. Czasami występuje także na innych drzewach liściastych, na leżących na ziemi, zwisających, martwych lub osłabionych gałęziach i pniach.